# Вінтоняк Олекса Максимович
Олекса Максимович Вінтоняк (20 січня 1915, Струпків, тепер Коломийський район — 6 лютого 2011, Мюнхен) — український історик, видавець, громадсько-політичний діяч.

## Біографія
Олекса Вінтоняк був сином українського селянина Максима, який загинув на фронтах Першої світової війни, залишивши дружину з п'ятьма малими дітьми.
Олекса, чим міг, помагав своїй родині і ще встигав добре вчитися. Тому директор Струпківської народної школи Василь Симчук, колишній старшина Української армії, сприяв малому Лесеві в навчанні. Учнівсько-юначі роки Олекси й далі проходили на Прикарпатті в навчанні. Адже вчитель-наставник Симчук допоміг йому вступити до Станиславівської гімназії. Незважаючи на про-польську гімназійну атмосферу в роки навчання, таки закінчив її.
У 1938 році записався до Української греко-католицької духовної семінарії міста Станиславова. Навчання тривало лише рік, адже у вересні 1939 року відбулася Радянська анексія західноукраїнських земель і зайди та більшовицька влада ліквідували семінарію. Юнака Олексу скерували на швидкоплинні курси вчителів початкових класів, після яких він повернувся до рідної школи в Струпкові (де досі директорував Василь Симчук). Обидвох українських вчителів одразу ж взяли «на заміточку» репресивні структури НКВС. Невдовзі ті мешканці Струпкова, які належали до читальні «Просвіта» (найактивнішими були саме їхні вчителі), були занесені до «чорного» списку й підлягали до висилання на Сибір і лише поспішний відступ Червоної армії з Галичини в червні 1941-го не дав можливості здійснити каральні дії.
Активна українська позиція сільської інтелігенції (вчителів, духівників) не була прийнятною й для німецьких загарбників. Тому 15 вересня 1941 року Олекса Вінтоняк був заарештований гестапо в Отинії, де він учителював на той час. Після того почалися його поневіряння тюремними застінками: Коломиї, Станиславова, Львова, Кракова (в сумнозвісній гестапівській тюрмі «Монтелюніх»).
20 липня 1942 року Олексу Вінтоняка визнали небезпечним революціонером й переправили до концтабору Аушвіц, де він ділив нари із родиною Степана Бандери — його братами Василя Бандери і Олексою. Важка була доля в'язня сумління, особливо коли його перевели до табору Освенцім № 2, де він працював на роботах у каменоломнях чи на будівництві тунельного комплексу в горах. Але вистояв Олекса аж до 6 травня 1945 року, коли каторжан визволили американські військовики.
Пережиті страхіття і муки концтаборів загартували Олексу Вінтоняка і фізично одужавши, наприкінці 1945 року, він вирішив присвятити себе борні за Україну, залишившись у Західній Німеччині. У 1953 році заснував видавництво «Дніпрова хвиля» у Мюнхені. Будучи довголітнім власником видавництва і книгарні «Дніпрова Хвиля» він прилучився до редагування та друку понад 60 українських книг у Німеччині.
Олекса Вінтоняк відійшов у вічність 9 лютого 2011 року на 96 році життя.

## Іменний фонд Олекси Вінтоняка
Згідно із заповітом Олекси Вінтоняка, його родина продовжила благочинну діяльність на користь України. Відтак, в 2012 році відбулося відкриття іменного фонду Олекси Вінтоняка в науковій бібліотеці Прикарпатського національного університету імені Василя Стефаника.
Іменний фонд директора видавництва «Дніпрова хвиля» доктора Олекси Вінтоняка" загальною кількістю налічує 1420 примірників. Серед книг — наукові монографії відомих українських науковців, літературні твори авторів з діаспори, дисидентів, комплекти періодичних та наукових видань Українського Вільного університету; Аннали Української академії мистецтв і науки в США"; «Записки Наукового Товариства імені Тараса Шевченка», українознавчі видання іноземними мовами (англійською, польською, німецькою, французькою) і навіть таке екзотичне видання, як «Гавайсько-англійський словник» та низка інших цікавих книг і публікацій. Варто зауважити, що передання унікального бібліотечного фонду відбулось на основі договору, пожертви та про безоплатне передання особистої бібліотеки доктора Олекси Вінтоняка науковій бібліотеці Прикарпатського національного університету імені Василя Стефаника, укладеного між ректором університету та Ганною Вінтоняк.

## Праці
- «Україна в описах західноєвропейських подорожників другої половини XVIII ст.» — Мюнхен.
- «Біо-бібліографічні відомості про подорожників» — Львів—Мюнхен, 1995рік.